# Next Generation ATP Finals
O Next Generation ATP Finals – ou Next Gen ATP Finals – é um torneio de tênis profissional masculino somente na categoria de simples.
O torneio foi anunciado durante a temporada de do 2017, em parceria com a federação de tênis italiana e o comitê olímpico italiano.
Está fechado com Jidá, na Arábia Saudita, até 2027.
Pela categoria Torneio de fim de temporada, os jogos são disputados em quadras duras cobertas durante o mês de novembro, com os melhores jogadores de simples de até 21 anos.
Não fornece pontos no ranking.

## Formato
Disputado em cinco dias, a competição abriga dois grupos com quatro jogadores cada, iniciando-se no formato de round robin, seguido de semifinal e final. A classificação se dá com os sete melhores simplistas até 21 anos da temporada, mais um convidado. O desenho da quadra não terá o corredor de duplas

## Mudança de regras
Algumas regras, diferentes do circuito masculino, foram introduzidas nesta competição:
| - Melhor de cinco sets; - O primeiro a fazer quatro games conquista o set; - O tiebreak acontecerá depois do empate por 3 games; - Sem vantagem no placar (escolha do sacador); - Sem let; | - Partida começa cinco minutos após a entrada do segundo jogador na quadra; - Tempo cronometrado de 25 segundos regulamentares para o saque; - Máximo de um tempo médico por jogador em cada partida; - Limitação de quanto os treinadores podem conversar com os jogadores; - Permissão do público em se deslocar durante o jogo (exceto perto da linha de base). |

## Finais
| Ano                                                         | Campeão            | Vice-campeão    | Resultado                 |
| ----------------------------------------------------------- | ------------------ | --------------- | ------------------------- |
| 2024                                                        | João Fonseca       | Learner Tien    | 2–4, 4–38, 4–0, 4–2       |
| 2023                                                        | Hamad Medjedovic   | Arthur Fils     | 63–4, 4–1, 4–2, 93–4, 4–1 |
| 2022                                                        | Brandon Nakashima  | Jiří Lehečka    | 4–35, 4–36, 4–2           |
| 2021                                                        | Carlos Alcaraz     | Sebastian Korda | 4–35, 4–2, 4–2            |
| Torneio não realizado em 2020 devido à pandemia de COVID-19 |                    |                 |                           |
| 2019                                                        | Jannik Sinner      | Alex de Minaur  | 4–2, 4–1, 4–2             |
| 2018                                                        | Stefanos Tsitsipas | Alex de Minaur  | 2–4, 4–1, 4–33, 4–33      |
| 2017                                                        | Chung Hyeon        | Andrey Rublev   | 4–35, 23–4, 4–2, 4–2      |